# Liechtensteinisch-polnische Beziehungen
Liechtensteinisch-polnische Beziehungen sind die außenpolitischen Beziehungen zwischen Liechtenstein und Polen. 
Beide Staaten nahmen 1919 diplomatische Beziehungen auf, nachdem Polen nach dem Ersten Weltkrieg die Unabhängigkeit wiedererlangt hatte. Seit 1992 nimmt die polnische Botschaft in Bern die Interessen Polens in Liechtenstein wahr. Die liechtensteinischen Interessen in Polen werden von der schweizerischen Botschaft in Warschau vertreten. Nach dem Beitritt Polens zur Europäischen Union, befinden sich beide Staaten im Europäischen Wirtschaftsraum und seit 2007 im Schengen-Raum. 